# Swix

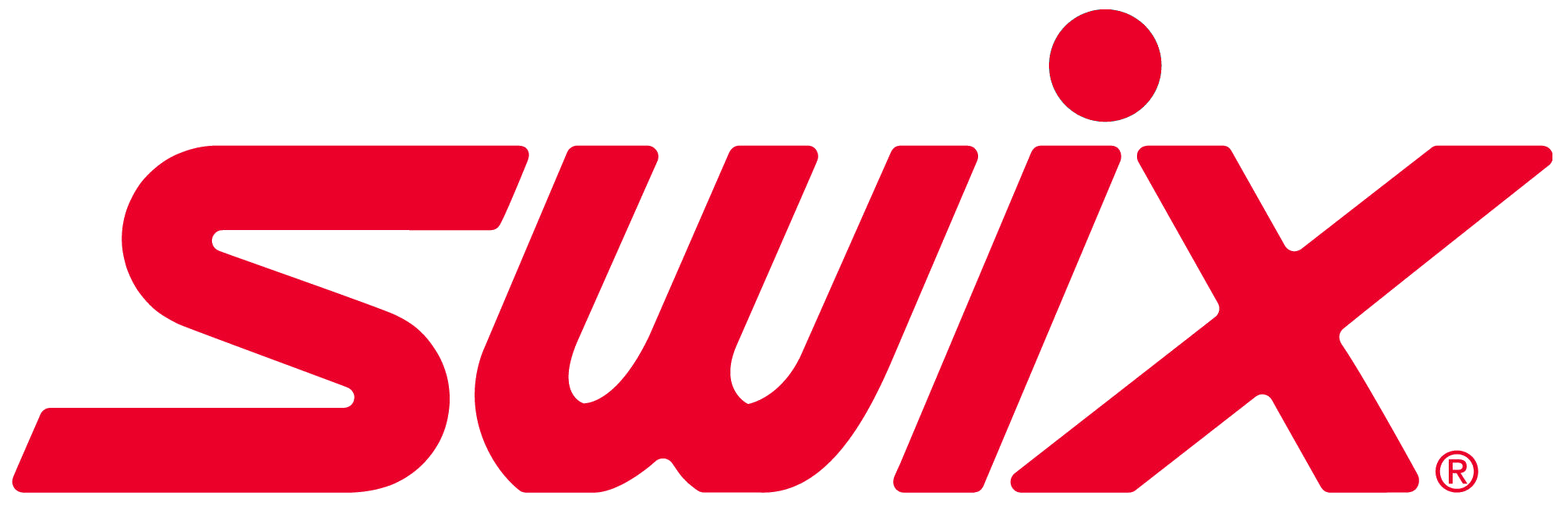
Swix logo.

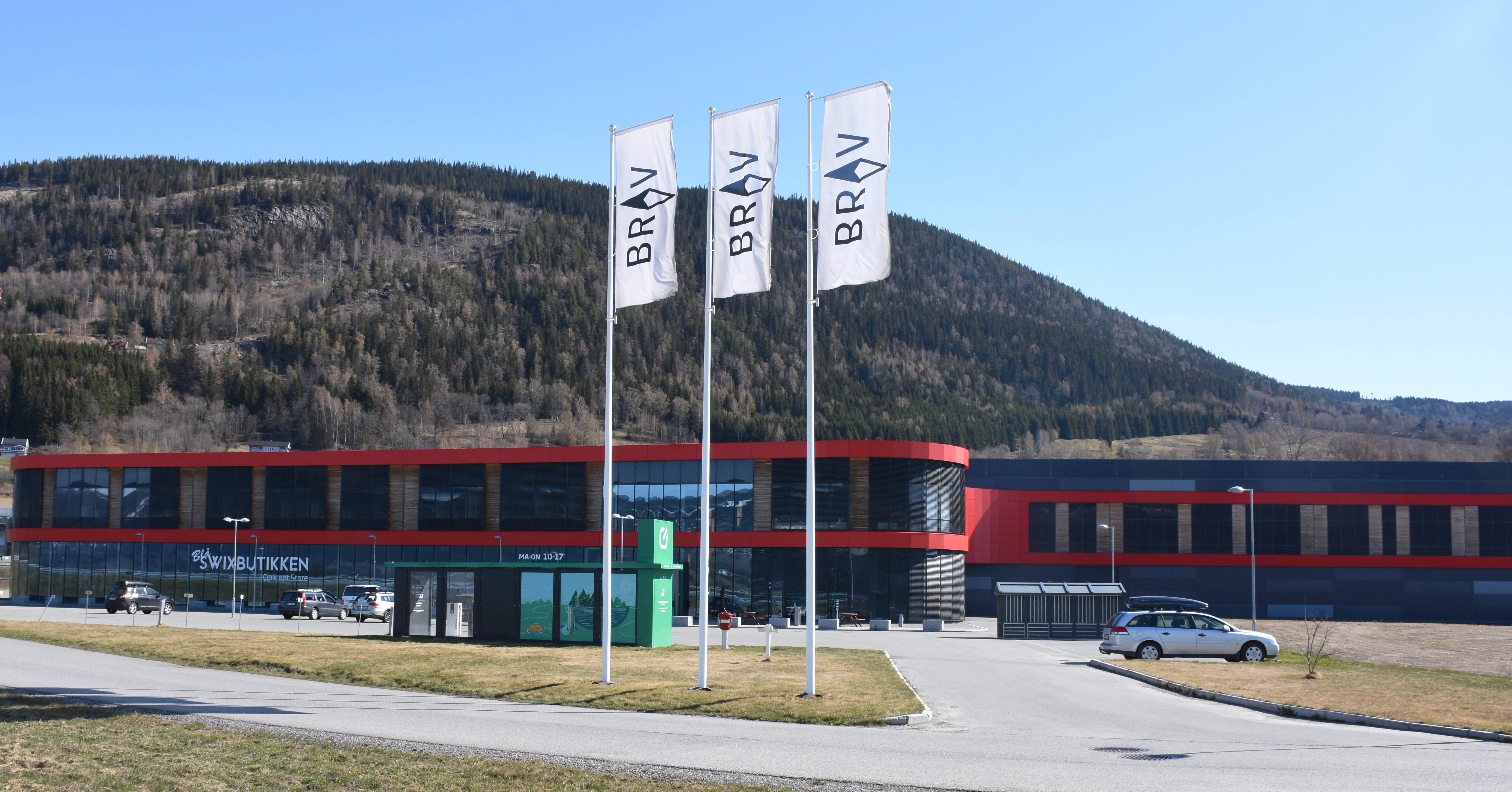
Swix butik och huvudkontor i Lillehammer.

Swix är en norsk tillverkare av skidprodukter, bland annat skidvalla, skidstavar och skidkläder. De har sitt huvudkontor i Lillehammer.
Swix historia går tillbaka till början av 1940-talet, då den svenske längdskidåkaren Martin Matsbo började utveckla en skidvalla i samarbete med Astra. År 1946 kom produkterna ut på marknaden. Det skapades olika varianter av valla, som benämndes med olika färgnamn beroende på deras egenskaper. 
1942 inledde företaget Astra forskning kring skidvalla. Bolaget anställde skidåkaren Martin Matsbo som fick undersöka de olika provprodukterna. 1942 hade Matsbos vallakokeri brunnit ner, och med det försvann även många av hans recept och påbörjade experiment. Astras dåvarande vd Börje Gabrielsson ringde upp Matsbo och erbjöd honom att arbeta med en mer vetenskapligt framtagen valla. Kemister på Astra och forskare på Kungliga Tekniska högskolan gjorde beräkningar och blandningar och Matsbo testade dem. 28 november 1946 kom vallan ut på marknaden, under namnet Swix. 
1964 flyttade produktionen till Skårer i Lørenskog i Norge och 1974 flyttades hela forskningssektionen för Swix på Astra i Södertälje till Norge. 1974 köpte Astra Liljedahls skistavfabrikk i Lillehammer och Swix verksamhet förlades dit 1986. AB Wallco Sport tillverkade och sålde skidvallan Swix. Senare ingick AB Wallco Sport i Swix Sport International. Astra sålde Wallco och Swix 1978.